# Rafał Goławski
Rafał Goławski (ur. 24 października 1988) – polski lekkoatleta specjalizujący się w chodzie sportowym.
Medalista mistrzostw Polski seniorów, ma w dorobku jeden brązowy medal na dystansie 50 km (Dudince 2012).
Chód uprawia także jego ojciec – Janusz.
Rekordy życiowe: chód na 20 kilometrów – 1:29:18 (28 sierpnia 2010, Gdańsk); chód na 50 kilometrów – 4:14:27 (3 października 2009, Hollenburg).
W 2012 roku zajął 3. miejsce w mistrzostwach Polski w nordic walking na dystansie 16 km.